# 蒙托里奥勒 (塔恩省)
蒙托里奥勒（法語：Montauriol，法語：[mɔ̃toʁjɔl] ⓘ）是法国奧克西塔尼大區塔恩省的一个市镇，属于阿尔比区。

## 地理
蒙托里奥勒（44°4'58"N, 2°19'19"E）面积5.3 平方千米，位于法国奧克西塔尼大區塔恩省，该省份为法国南部内陆省份，北起顺时针与阿韦龙省、埃罗省、奥德省、上加龙省和塔恩-加龙省接壤。
与蒙托里奥勒接壤的市镇（或旧市镇、城区）包括：克雷斯潘、拉卡佩勒皮内、穆拉雷斯、塔尼、特雷邦。

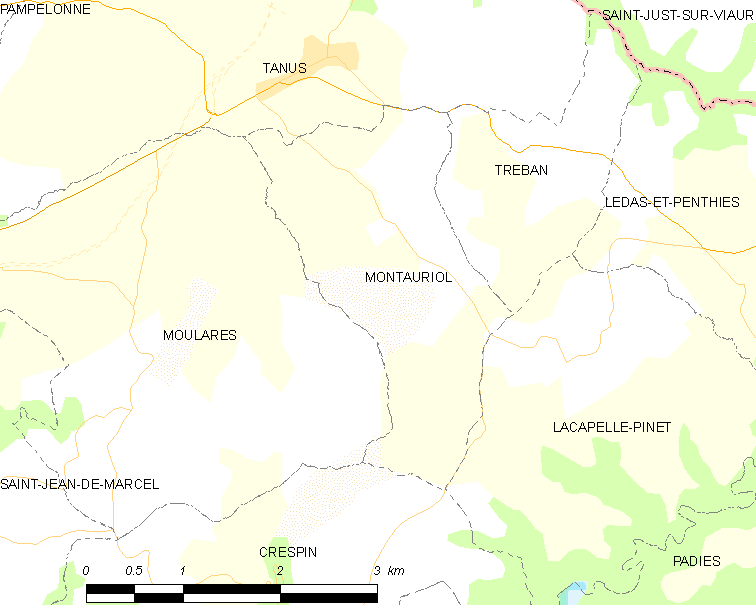
的OSM定位图

蒙托里奥勒的时区为UTC+01:00、UTC+02:00（夏令时）。

## 行政
蒙托里奥勒的邮政编码为81190，INSEE市镇编码为81172。

## 政治
蒙托里奥勒所属的省级选区为卡尔莫第一县。

## 人口

1962-2008年间人口变化图示

蒙托里奥勒于2022年1月1日时的人口数量为59人。